# Mourvèdre

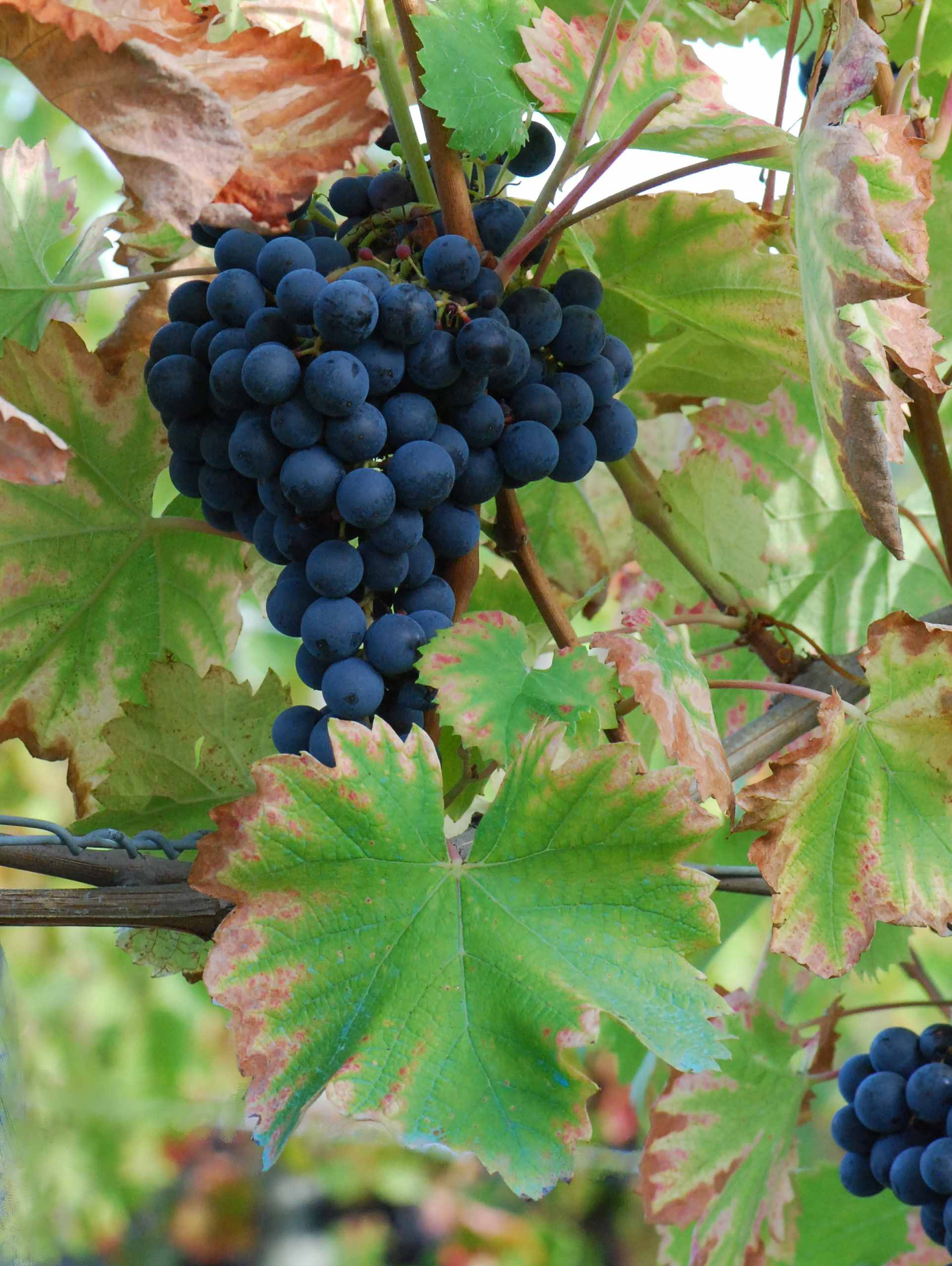
Mourvèdre.

Mourvèdre is een van oorsprong Catalaanse druivensoort, die in het Catalaans mataro wordt genoemd, maar het meest bekend is onder de naam monastrell. 
Deze druif onderscheidt zich door haar kwalitatief goede tannine die rode wijn een lange levensduur geeft.
Ze heeft hitte en vochtigheid nodig en is pas overtuigend bij een alcoholpercentage van minstens 12%.
Jonge wijn heeft een bescheiden aroma, maar de wijn kan een zogeheten "bewonderende complexiteit" krijgen door het rijpen.
In Spanje weet men van de monastrell-druif een divers gamma aan wijnen te produceren: voor snelle consumptie, voor opleg, droog, zoet en alles daartussenin. Met name in de Rhône-streek gebruiken de Fransen deze druif vooral als onderdeel voor bepaalde wijn vanwege de speciale eigenschappen.
In de Provençaalse wijnstreek Bandol gebruikt men deze druif in pure vorm als hoofddruif (minimum 50 % voor de rode wijn doch in de praktijk vaak tussen 80 en 95 %) om kruidig-fruitige rode bewaarwijnen alsook sterk aromatische rosé te produceren, dit gemengd met cinsault en grenache.